# 洪任諭
洪 任諭（こう じんゆ、英語: Hong Jen Yee、1983年 - ）は、中華民国 (台湾) の自由ソフトウェア開発者・元医師である。PCManの別名で知られている。

## 経歴

### ソフトウェア開発
高校在学中に、電子掲示板に接続するためのTelnet方式によるソフトウェアであるPCManの最初のバージョンを開発した。
国立陽明大学医学系での研究期間中に、Webブラウザ方式も兼ね備える新たなバージョンのPCManを開発、これは100万人にダウンロードされた。
2006年にはLXDEプロジェクトを開始し、ファイル・Konqueror・Thunarの置き換えを目標としたPCManFMを開発した。
2013年にWindows向けの新酷音輸入法の保守が再開され、書き直された。
また、同年7月3日にはLXDEのGTK+からQtへの移行を発表。22日にはRazor-qtとの統合を発表した。統合されたプロジェクトはLXQtと改名され、プロジェクトの創始者兼主要開発者として活動している。
PCManは台湾最大のインターネット掲示板である批踢踢 (PTT) などでその後もKKMANと並んで主流のツールとして使われている。

### 医師
国立陽明大学医学系を卒業後、衛生福利部豊原医院で1年間の勤務の後、台北栄民総医院で内科医として勤務した。免疫学とリウマチ学の学位を取得後、国立台湾大学情報工学学科で修士を取得。現在はAppierに勤務している。